# Аполло Крид
Аполло Крид (англ. Apollo Creed) — персонаж серии фильмов «Рокки». Профессиональный боксёр, тренер и предприниматель. Друг и оппонент Рокки Бальбоа. Отец Адониса Крида. Исполнитель роли — Карл Уэзерс.

## Биография
В первом фильме Аполло — признанный чемпион мира в тяжёлом весе. Он хочет устроить показательный поединок с неизвестным боксёром, чтобы укрепить свой титул. Его выбор падает на Рокки Бальбоа, который привлёк его своим прозвищем «Итальянский Жеребец». Однако бой оборачивается неожиданным образом: Рокки готовился со всей ответственностью, и в результате в первом же раунде отправил шокированного Аполло в нокдаун, чего с ним ранее никогда не было. После этого бой продолжился по-настоящему, и в итоге в финальном раунде оба остались на ногах. По очкам победил Аполло, но Рокки тоже получил признание. После победы Аполло сказал Рокки, что реванша не будет.
Второй фильм начинается с того же места. Рокки и Аполло, оба поломанные и уставшие, попадают в одну больницу, и там Аполло в присутствии прессы берёт свои слова обратно: он хочет реванша. Но Рокки пасует: ему хочется пожить спокойно с любимой девушкой Адрианой. Тем не менее, события первой части оставляют большую кляксу на репутации Аполло: фанаты заваливают его письмами с заявлениями, что на самом деле победил Рокки, и победа Крида по очкам — пустышка; масла в огонь подливает пресса, у которой такое же мнение. Наконец Рокки, недавно ставший мужем и отцом, соглашается на бой, и они оба начинают готовиться. На этот раз Аполло с самого начала действует серьёзно: он наносит Рокки массу крепких ударов, намеренный доказать, что Бальбоа выдержал первый бой лишь потому, что тогда Аполло не был готов.  Крид доминирует весь бой,  при этом изо всех сил пытается нокаутировать противника. Рокки и в этот раз держится до конца, несмотря на серьезный урон со стороны Аполло. В итоге в финале Рокки отправляет Крида в нокаут, но при этом и падает сам от усталости. Тем не менее, он успевает встать до финального отсчёта рефери, и забирает у Крида звание чемпиона. В финальной речи он благодарит Аполло за прекрасный бой, после чего они мирно расходятся.
На момент событий третьего фильма Рокки и Аполло отбросили прошлые обиды и состоят в приятельских отношениях. Несмотря на проигрыш, Аполло остался авторитетом в мире бокса. Когда Рокки принимает вызов боксера-психопата Джеймса «Клаббера» Лэнга, Аполло присутствует там в качестве гостевого комментатора. Он поднимается на ринг, чтобы пожелать удачи обоим, но Лэнг с отвращением прогоняет его, заявив, что не желает иметь дело с неудачником и что Аполло «смердит» в его углу. Возмущенный таким неуважением, Аполло желает удачи Рокки и говорит ему, что он окажет всем услугу, если одолеет «мерзкого червяка» Лэнга. Однако Рокки, отнесшийся к бою несерьёзно, проигрывает, а сразу после этого умирает его пожилой тренер Микки Голдмил, который был ему почти как отец.
Аполло, искренне сочувствуя Рокки, вызывается стать его новым тренером, заодно привлекая к этому своего собственного тренера Тони «Дюка» Эвереса. Они устраивают Рокки по-настоящему серьезную тренировку, включив в его режим плавание и скакалку. В результате Рокки не только становится сильнее и быстрее, но и перенимает некоторые черты стиля боя Аполло. И это всё помогает ему одолеть задиру Лэнга и вернуть себе титул.
В конце фильма оказывается, что в обмен на помощь Аполло попросил у Рокки третий поединок между ними, хотя в этот раз в статусе дружеского спарринга. В финальном кадре фильма они наносят друг другу первые удары в лица, а результат остается неизвестным. Лишь только в фильме Крид: Наследие Рокки становится понятным, что этот бой выиграл Аполло.
В четвертом фильме Аполло решает вернуться на ринг, выбрав оппонентом русского боксера Ивана Драго. Рокки и Адриана оба возражают, всерьёз опасаясь за друга, но Аполло непреклонен. Свой выход на ринг он сопровождает танцевальным номером под музыку Джеймса Брауна. Однако поединок оборачивается совершенно неожиданным образом: Драго не намерен был подыгрывать Криду, и начинает драться с ним по-настоящему, нанеся серьезный урон неподготовленному Аполло. Рокки, присутствующий на бою как специальный гость, хочет остановить бой, но гордый Аполло просит его этого не делать. В итоге это решение оказывается роковым: Драго наносит Криду такой сильный удар нокаутом, что Аполло падает и умирает на руках у Рокки. Сам Драго относится к этому совершенно безразлично, и Рокки клянётся отомстить. На похоронах Аполло он произносит трогательную речь, сказав, что Аполло был его лучшим другом, и он будет по нему скучать. Он вызывает Драго на бой у него на родине, во время которого сражается в шортах Аполло, раскрашенных в цвета американского флага. В итоге Рокки мстит за друга, победив великана Драго в финальном раунде нокаутом.
В пятом и шестом фильмах Аполло несколько раз упоминается: в пятом Рокки упоминает Аполло в разговоре со своим протеже Томми Ганном (которому позже ненадолго дарит шорты Крида), а в шестом часто рассказывает о нём посетителям своего ресторана, не забывая подчеркивать, как ценил его как друга. Кроме того, в шестой части Рокки снова тренировался под руководством Дюка.
В седьмом фильме выясняется, что за какое-то время до своей гибели Аполло изменил жене с девушкой по фамилии Джонсон, которая в итоге родила ему сына Адониса «Донни» Крида. Когда Донни был подростком, Мэри Энн Крид, вдова Аполло, узнала о существовании пасынка и усыновила его, тем более, что Донни остался сиротой. С годами в нём проснулась отцовская любовь к боксу, и он пошёл по его стопам. Позже он стал новым учеником Рокки, который вновь ушел из бокса, погрузившись в ресторанный бизнес. Тренировки, которым Рокки подверг Адониса, отчасти повторяют тренировки самого Аполло. За это время Рокки и Донни привязываются друг к другу как дядя и племянник, тем более, что у Рокки обнаруживается не-Ходжскинская лимфома. Также он признается Адонису, что дружеский бой из финала третьей части выиграл Аполло.
Для финального боя с Рикки Конланом Адонис получает от матери подарок: обновленные шорты отца, теперь также украшенные фамилиями Аполло и биологической матери Адониса. Донни начинает проигрывать, но тут ему приходит видение отца во время боя, которое придаёт ему сил. По очкам он всё равно проигрывает, но держится достойно и получает признание. В финальной речи он говорит, что любит отца и понимает, что он оставил его не специально.
В восьмом фильме у Адониса появляется шанс отомстить за отца, когда ему бросает вызов Виктор Драго, сын Ивана, жаждущего вернуть утраченное в своё время уважение родины. На промо-встрече Иван ехидно отмечает, что Адонис ниже отца, чем почти провоцирует Крида-младшего на нападение. Всё происходит во многом в том же ключе, что у Рокки с Клаббером: проигрыш в результате гнева и отсутствия концентрации, но титул Донни сохраняет благодаря нарушению со стороны Виктора. В конце на повторном бою Донни побеждает по-настоящему, когда Иван добровольно капитулирует, решив отказаться от шанса вернуть уважение родины ради здоровья сына. В последней сцене фильма Адонис со своей невестой Бьянкой приходит на могилу к отцу и сообщает ему, что отомстил за его гибель, а также знакомит его с внучкой Амарой.

## Известные поединки
На профессиональном ринге Аполло Крид провел 50 боев. Из них 48 побед (47 нокаутом) и 2 поражения.

### Аполло Крид —Рокки Бальбоа
- Место проведения: Филадельфия
- Дата проведения: 1976 год
- Результат: Победа Крида решением судей 15-раундового боя.
- Статус: Бой за титул тяжеловеса и пояс интэрконтиненталь.

### Аполло Крид —Рокки Бальбоа(2-й бой)
- Место проведения: Филадельфия
- Дата проведения: 1976 год
- Результат: Победа Бальбоа нокаутом в 15-м раунде 15-раундового боя.
- Статус: Бой за титул тяжеловеса.

### Аполло Крид —Иван Драго
- Место проведения: США
- Дата проведения: 31 августа 1985 года
- Результат: Победа Драго смертью Аполло Крида во 2 раунде
- Статус: Показательный поединок.
- Дата смерти: 1 сентября 1985 года

## Неофициальные поединки

### Рокки Бальбоа —Аполло Крид (3-й бой)
- Место проведения: Филадельфия
- Дата проведения: 1982 год
- Результат: В седьмом фильме Рокки признается Адонису Криду, что бой выиграл Аполло.
- Статус: Спарринг

Третий фильм заканчивается тем, что Рокки и Аполло возвращаются в спортивный зал Микки для проведения третьего боя между ними.